# Ángel Sixto Rossi
Ángel Sixto Rossi SJ (Córdoba, 11. kolovoza 1958.) argentinski je prelat Katoličke Crkve koji je od 2021. nadbiskup Córdobe. Isusovac je od 1976. godine.
Papa Franjo je 9. srpnja 2023. najavio da će ga imenovati kardinalom na konzistoriju zakazanom za 30. rujna. Na tom je konzistoriju proglašen kardinalom svećenikom crkve Santa Bernadette Soubirous.